# Arbo-Bähr & Co.
Arbo-Bähr & Co. A/S var en dansk virksomhed, der fremstillede apotekervarer. Den lå på Vodroffsvej 4-6 på Frederiksberg og er nu revet ned.
Firmaet blev grundlagt 1. december 1895 af apoteker Christian Frederik Emil Beck og cand.pharm. Carl Frederik Arbo-Bähr (1869-1920). Den 1. maj 1898 blev virksomheden omdannet til et aktieselskab med C.F.E. Beck som den første bestyrelses formand og C.F. Arbo-Bähr og apoteker Johs. Bertram Fischer-Simonsen (1860-1938) som selskabets direktører. I 1914 trådte Fischer-Simonsen ud af selskabets ledelse, og Arbo-Bähr fortsatte som enedirektør til sin død i 1920. Derefter blev kaptajn, cand.pharm. Knud Mogens Bjerre Momme (f. 1887) administrerende direktør. Selskabet beskæftigede i 1950 ca. 125 mennesker. Selskabet drev fabrikatian af forbindstoffer og handel med alle slags børne- og sygeplejeartikler samt farmaceutiske maskiner, hvorunder damplaboratorier. Selskabet var desuden særlig indrettet på apoteksetableringer.
Arbo-Bähr & Co. fik produceret apotekerkrukker hos L. Hjorth på Bornholm og fik eneforhandling af denne type apotekerkrukker uden for Bornholm i 1928. Disse krukker er mærket med "A B & C". Det er takket være samarbejdet med Arbo-Bähr, at fabrikken Hjorth udviklede de grå eller brune cylindriske apotekerkrukker, som stadig produceres på det arbejdende museum.